# Грудница
Грудница (на словенски: Grudnica) е село в Словения, регион Горишка, община Толмин. Според Националната статистическа служба на Република Словения през 2015 г. селото има 10 жители.